# Autarotis
Autarotis és un gènere d'arnes de la família Crambidae.

## Taxonomia
- Autarotis euryala Meyrick, 1886
- Autarotis milvellus (Meyrick, 1879)
- Autarotis polioleuca (Turner, 1911)